# Sibaté (ort)
Sibaté är en ort i Colombia.   Den ligger i departementet Cundinamarca, i den centrala delen av landet, 23 km sydväst om huvudstaden Bogotá. Sibaté ligger 2 767 meter över havet och antalet invånare är 23 208.
Terrängen runt Sibaté är lite bergig. Runt Sibaté är det mycket tätbefolkat, med 4 188 invånare per kvadratkilometer. Närmaste större samhälle är Soacha, 11,0 km norr om Sibaté. Trakten runt Sibaté består i huvudsak av gräsmarker.